# Lijst van beschermd erfgoed in Frasnes-lez-Anvaing
Onderstaande tabel geeft een overzicht van de beschermde erfgoederen in de gemeente Frasnes-lez-Anvaing in België. Het beschermd erfgoed maakt onderdeel uit van het cultureel erfgoed in België.
| Object                                                      | Bouwjaar/architect | Deelgemeente  | Adres                  | Coördinaten                   | Nummer?                | Afbeelding                      |
| ----------------------------------------------------------- | ------------------ | ------------- | ---------------------- | ----------------------------- | ---------------------- | ------------------------------- |
| Kasteel van Anvaing (M) park (S)                            |                    | Anvaing       | Drève du Château 3-5-7 | 50° 40' 37" NB, 3° 34' 39" OL | 51065-CLT-0001-01 Info | Kasteel van Anvaing (M)park (S) |
| Église Saint-Georges                                        |                    | Cordes        |                        | 50° 41' 18" NB, 3° 31' 60" OL | 51065-CLT-0004-01 Info | Église Saint-Georges            |
| Houten windmolen, genaamd "Moulin Müen", ook wel "Valentin" |                    | Saint-Sauveur | rue Durenne            | 50° 43' 29" NB, 3° 36' 45" OL | 51065-CLT-0005-01 Info |                                 |